# دوري كرة القدم الغربي 1951–52
دوري كرة القدم الغربي 1951–52 (بالإنجليزية: 1951–52 Western Football League)‏ هو موسم من دوري كرة القدم الغربي ‏. فاز فيه تشبنهام تاون.